# 挪威語言組織
挪威語言組織（挪威語：Noregs Mållag）是由新挪威語支持者所建成的組織，在挪威語言衝突中一直爲新挪威語發聲。組織有大概一萬兩千名個人，及大概200個本地群體。   

## 外部鏈接
- 挪威語言組織網址 （页面存档备份，存于）
- 挪威語青年組織網址（Norsk Målungdom）